# Sphyrna tudes
Sphyrna tudes е вид акула от семейство Акули чук (Sphyrnidae). Видът е уязвим и сериозно застрашен от изчезване.

## Разпространение
Разпространен е в Бразилия, Венецуела, Гвиана, Суринам, Тринидад и Тобаго, Уругвай и Френска Гвиана.